# 1-й Сельскохозяйственный проезд
Пе́рвый Сельскохозя́йственный проезд — небольшая улица на севере Москвы в районе Ростокино Северо-Восточного административного округа между Сельскохозяйственной улицей и улицей Сергея Эйзенштейна (напротив Продольного проезда). Назван в 1955 году по Сельскохозяйственной улице.

## Транспорт
На протяжении всего проезда проложены трамвайные пути, используемые в качестве служебной конечной остановки «Ростокино». Регулярное трамвайное движение осуществлялось в 1933—1976 годах, после этого конечная используется для проведения конкурсов профессионального мастерства водителей трамвая или в случае ремонта путей/ДТП и пр. на постоянных трассах трамвайных маршрутов № 11, 17 и 25. На проезде располагаются проходные трамвайного депо имени Н. Э. Баумана и монорельсового депо «Ростокино».